# Steven Mead

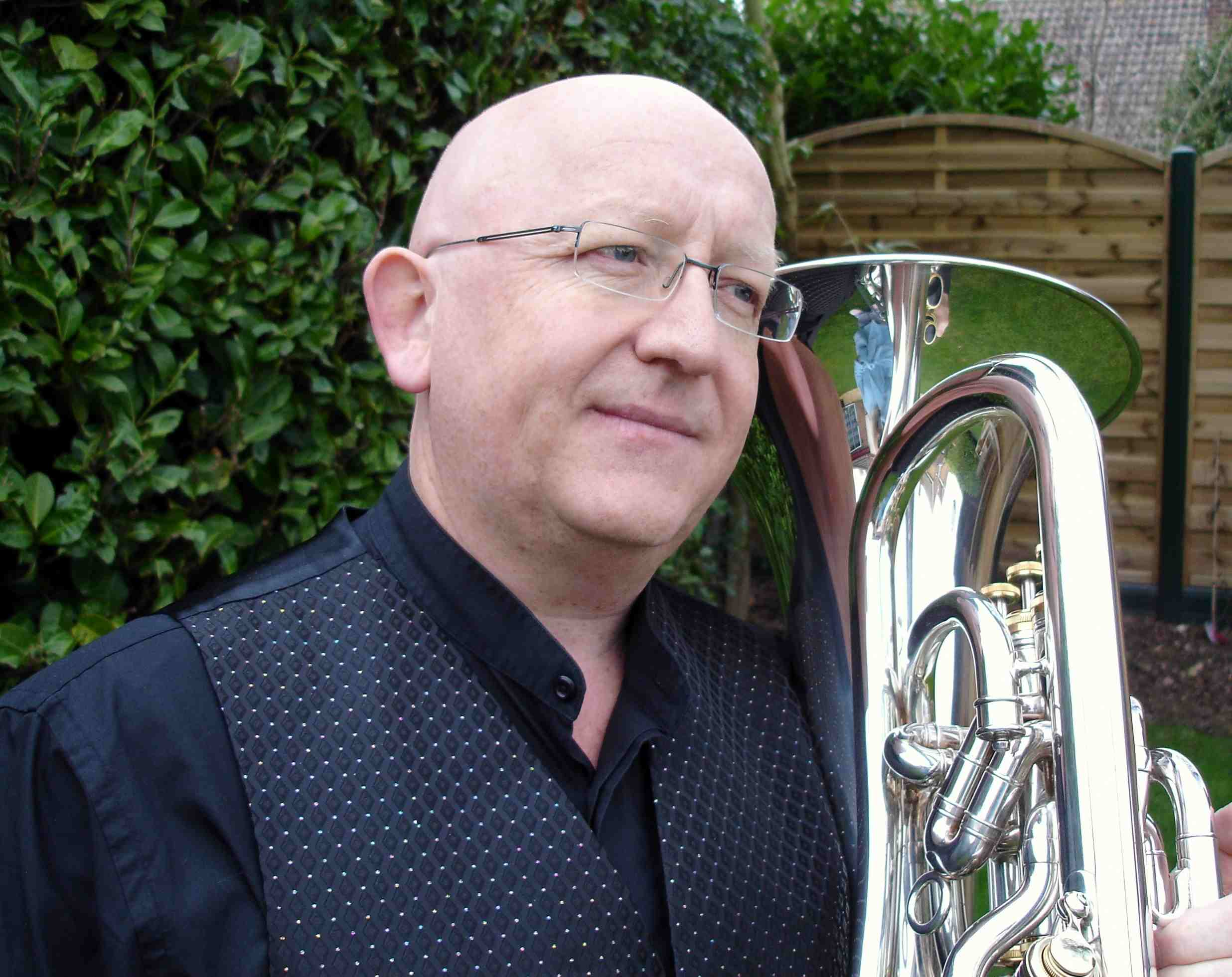

Steven Mead (Bournemouth, Engeland, 1962) is een eufoniumsolist en -docent die een belangrijke rol heeft gespeeld in de wereldwijde erkenning van het eufonium.
Mead wordt gezien als een van de succesvolste professionele eufoniumsolisten ter wereld.
Hij ontwikkelde een nieuwe serie mondstukken voor koperen blaasinstrumenten, en ook het Besson Prestige Euphonium. Mead is docent aan de Royal Nothern College of Music, School of Wind Brass and Percussion.
- Gemeinsame Normdatei: 135010098
- International Standard Name Identifier: 0000 0001 1469 0549
- Library of Congress Control Number: nr96021702
- MusicBrainz: 956128f2-7de1-4fd7-8d28-b96d752e9c2d
- Nederlandse Thesaurus van Auteursnamen: 186609469
- Système universitaire de documentation: 153377313
- Virtual International Authority File: 22041523
- WorldCat: E39PBJbCKqCcFKbhm8jpFxfDv3